# Eve Kosofsky Sedgwick
Eve Kosofsky Segdwick (Dayton, 2 maggio 1950 – New York, 12 aprile 2009) è stata una sociologa, critica letteraria e pedagogista statunitense impegnata in modo interdisciplinare nei campi degli studi di genere, della teoria queer, e della teoria critica.
Sedgwick ha pubblicato diversi libri considerati "rivoluzionari" nel campo della teoria queer, tra cui Between Men: English Literature and Male Homosocial Desire (1985), Epistemology of the Closet (1990) e Tendencies (1993). I suoi scritti critici hanno contribuito a creare il campo degli studi queer. Le sue opere riflettono l'interesse per una serie di questioni, tra cui la performatività queer, la scrittura critica sperimentale, le opere di Marcel Proust, la psicoanalisi non lacaniana, il Buddismo e la pedagogia, le teorie affettive di Silvan Tomkins e Melanie Klein  e la cultura del materiale, in particolare tessuti.
Attingendo agli studi femministi e al lavoro di Michel Foucault, Sedgwick ha analizzato le sottotrame omoerotiche nel lavoro di scrittori come Charles Dickens ed Henry James. Sedgwick sosteneva che la comprensione di praticamente qualsiasi aspetto della moderna cultura occidentale sarebbe incompleta se non avesse incorporato un'analisi critica della moderna definizione omo / eterosessuale. Coniò i termini "omosociale" e "antiomofobico".

## Biografia
Eve Kosofsky è cresciuta in una famiglia ebraica a Dayton, in Ohio, e a Bethesda, nel Maryland. Ha conseguito la laurea presso la Cornell University e il dottorato presso l'Università Yale . A Cornell fu tra le prime donne ad essere eletta a vivere alla Telluride House . Ha insegnato scrittura e letteratura all'Hamilton College, all'Università di Boston e all'Amherst College . Ha tenuto una conferenza in visita presso l'Università della California di Berkeley e ha insegnato alla School of Criticism and Theory quando si trovava al Dartmouth College . Ha insegnato inglese all'Università Duke e al Graduate Center della City University di New York.
Durante la sua permanenza a Duke, Sedgwick e i suoi colleghi erano nelle avanguardie accademiche delle guerre culturali, usando la critica letteraria per mettere in discussione discorsi dominanti di sessualità, razza, genere e confini della critica letteraria. Sedgwick ha presentato per la prima volta la sua particolare collezione di strumenti e interessi critici nei volumi Between Men: English Literature and Male Homosocial Desire (1985) e Epistemology of the Closet (1990).
Ha ricevuto il Premio Brudner nel 2002 a Yale. Ha tenuto corsi di laurea in inglese come distinto professore presso il City Graduate Center della City University di New York (CUNY Graduate Center) a New York City, fino alla sua morte a New York per cancro al seno il 12 aprile 2009, all'età di 58 anni.
Eve Kosofsky sposò Hal Sedgwick nel 1969; lui le sopravvive.

## Idee e critica letteraria

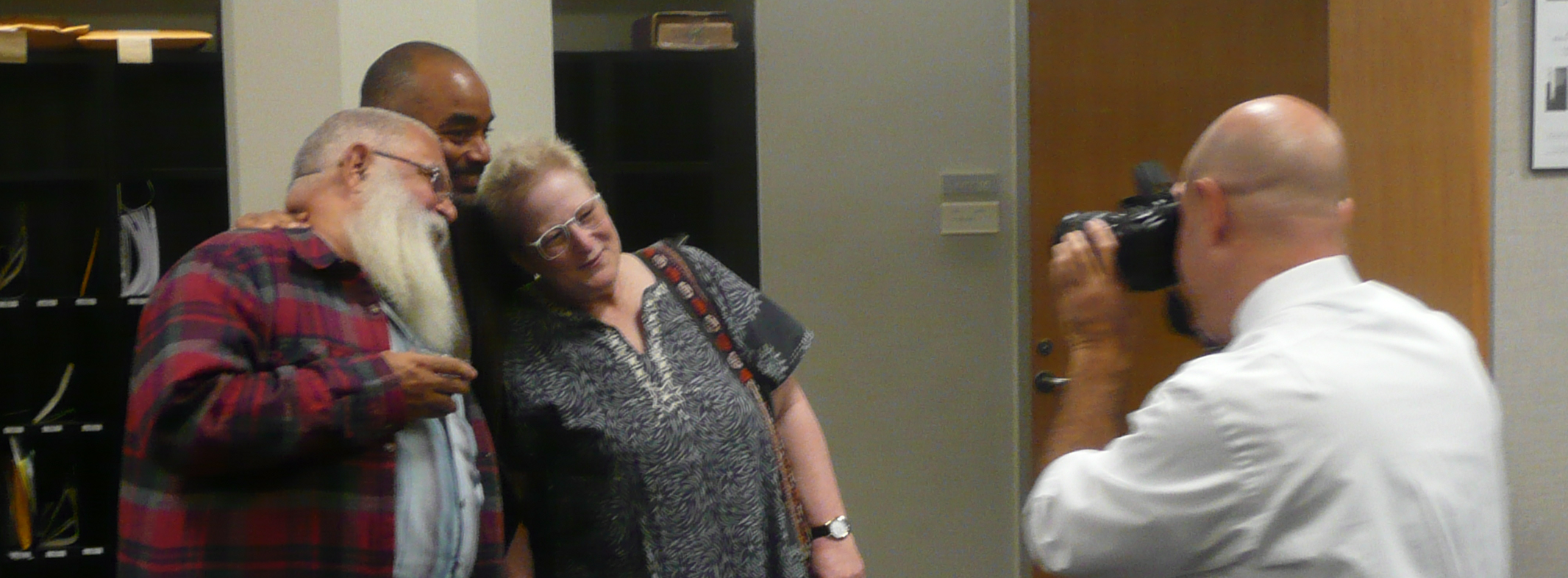
Da sinistra Samuel R. Delany, Robert Reid-Pharr ed Eve Sedgwick posano per una foto

L'opera dei Sedgwick spazia su un'ampia varietà di media e generi; la poesia e le opere d'arte non sono facilmente separabili dal resto dei suoi testi. Gli interessi disciplinari includevano studi letterari, storia, storia dell'arte, studi cinematografici, filosofia, studi culturali, antropologia, studi sulle donne e studi su persone appartenenti alla comunità LGBTQIA+. I suoi interessi teorici sono stati sinottici, assimilativi ed eclettici.

### La lente queer
Sedgwick mirava a rendere i lettori più attenti alle "potenziali sfumature queer" della letteratura, incoraggiandolo a spostare le loro identificazioni eterosessuali a favore della ricerca di "idiomi queer". Quindi, oltre agli ovvi doppi sensi, il lettore deve realizzare altri modi potenzialmente strani in cui le parole potrebbero risuonare. Ad esempio in Henry James, si diceva che Sedgwick avesse osservato che parole e concetti come "affezionato", "fondamento", "problema", "assist", "fragrante", "flagrante", "guanto", "calibro", 'centro', 'circonferenza', 'aspetto', 'medaglia' e parole che contengono il suono 'retto', comprese le parole che contengono i loro anagrammi, possono avere tutte "associazioni anal-erotiche".
Sedgwick ha attinto al lavoro del critico letterario Christopher Craft per sostenere che sia i giochi di parole che le rime potrebbero essere reinventati come "omoerotici perché omofonici"; citando il critico letterario Jonathan Dollimore, Sedgwick suggerisce che l'inversione grammaticale potrebbe avere una relazione altrettanto intima con l'inversione sessuale; ha suggerito che i lettori potrebbero voler "sensibilizzare" se stessi a ritmi "potenzialmente queer" di determinate strutture di frasi grammaticali, sintattiche, retoriche e generiche; le scene di sculacciata dell'infanzia furono erotizzate e associate a due battute e al testo come genere; l'ambulanza (continuando un pensiero da una linea, un distico o una strofa alla successiva senza una pausa sintattica) aveva implicazioni erotiche potenzialmente queer; infine, mentre le poesie di tredici righe alludono alla forma del sonetto, rifiutando il distico finale in rima è stato possibile "resistere alla coppia eterosessuale come paradigma", suggerendo invece i potenziali piaceri masturbatori della solitudine.
Sedgwick incoraggiò i lettori a considerare le "potenziali risonanze erotiche queer" nella scrittura di Henry James. Attingendo e eseguendo lei stessa una "tematica di anal fingering e 'fisting-as-écriture'" (o scrivendo) nell'opera di James, Sedgwick avanzò l'idea che le frasi la cui "armatura soggetto-verbo-oggetto relativamente convenzionale è interrotta, se non si rompe mai del tutto, poiché il sacco della frase viene disteso dall'insinuazione di un'altra, qualificando la frase o clausola" può essere meglio intesa come dare ai lettori l'esperienza vicaria di avere i retti penetrati con un dito o un pugno, o del proprio "dito di prova" inserito in un retto. Sedgwick fa questa affermazione in base a determinate caratteristiche grammaticali del testo.

### Lettura riparativa
Sedgwick sostiene che molte critiche accademiche scaturiscono da un'ermeneutica del sospetto, espressione coniata da Paul Ricœur . Suggerisce che i critici dovrebbero invece avvicinarsi ai testi e considerare "il loro potenziale potenziante, produttivo e rinnovabile per promuovere l'innovazione semantica, la guarigione personale e il cambiamento sociale". Questa è l'idea di Sedgwick di lettura riparativa che per lei è l'opposto della "lettura paranoica" che si concentra sugli elementi problematici in un dato testo. Le letture riparative "sono in contrasto con protocolli accademici familiari come il mantenimento della distanza critica, il superamento in astuzia (e altre forme di abilità personale), il rifiuto di essere sorpreso (o se lo sei, quindi non ti lasci andare), credendo nella gerarchia, diventando capo". Rita Felski sostiene che la lettura riparativa può essere definita come "una posizione che guarda a un'opera d'arte per conforto e rifornimento piuttosto che vederla come qualcosa da interrogare e incriminare". Le affermazioni della Felski riguardo alla lettura postcritica attingono fortemente all'approccio riparativo della Sedgwick.

## Opere
Sedgwick ha pubblicato diversi libri nel campo della teoria queer, tra cui Between Men: English Literature and Male Homosocial Desire (1985), Epistemology of the Closet (1990) e Tendencies (1993). La Sedgwick ha anche co-scritto numerosi volumi e pubblicato un libro di poesie come Fat Art, Thin Art (1994) e A Dialogue on Love (1999). Il suo primo libro, La coerenza delle convenzioni gotiche (1986), fu una revisione della sua tesi di dottorato. Il suo ultimo libro Touching Feeling (2003) traccia il suo interesse per l'affetto, la pedagogia e la performatività. Jonathan Goldberg ha curato i suoi ultimi saggi e conferenze, molti dei quali sono segmenti di uno studio incompiuto di Proust. Secondo Goldberg, questi ultimi scritti esaminano anche argomenti come il buddismo, relazioni oggettuali e teoria degli affetti, ma anche scrittori psicoanalitici come Melanie Klein, Silvan Tomkins, Donald Winnicott e Michael Balint, la poesia di Konstantinos Kavafis, il neoplatonismo filosofico e la politica dell'identità.

### Between Men: English Literature and Male Homosocial Desire(1985)
Secondo Sedgwick, Between Men dimostra "l'immanenza dei legami omosessuali maschili e la loro struttura proibitiva nei legami uomo-donna nella letteratura inglese del diciannovesimo secolo".
Il libro esplora gli effetti oppressivi su donne e uomini di un sistema culturale in cui il desiderio maschio-maschio potrebbe diventare intelligibile solo attraverso il percorso attraverso il desiderio inesistente che coinvolge una donna.
Il "desiderio omosociale maschile" della Sedgwick si riferiva a tutti i legami maschili. Sedgwick usò il neologismo sociologico "omosociale" per distinguerlo da "omosessuale" e per connotare una forma di legame maschile spesso accompagnata da una paura o odio per l'omosessualità, respingendo le alternative lessicali e concettuali allora disponibili per sfidare l'idea che eterosessuali, bisessuali e omosessuali potessero essere facilmente differenziati. Sosteneva che non si potevano facilmente distinguere queste tre categorie l'una dall'altra, poiché ciò che poteva essere concettualizzato come "erotico" dipendeva da un "insieme imprevedibile e in continua evoluzione di fattori locali".

### Epistemology of the Closet(1990)
L'ispirazione di Sedgwick per l'Epistemologia venne dalla lettura del saggio  "Soggetti segreti, argomenti aperti" di D.A. Miller, successivamente incluso in The Novel and the Police (1988).
In Epistemology of the Closet,  Sedgwick sostiene che "praticamente qualsiasi aspetto della moderna cultura occidentale deve essere non solo incompleto ma danneggiato nella sua sostanza centrale nella misura in cui non incorpora un'analisi critica della moderna definizione omo / eterosessuale". Secondo Sedgwick, la definizione omo / eterosessuale è stata discussa in modo così noioso a causa di una incoerenza duratura "tra il vedere la definizione omo / eterosessuale da un lato come un problema di importanza attiva principalmente per una minoranza omosessuale piccola, distinta, relativamente fissa e vedendolo d'altra parte come una questione di continua e determinante importanza nella vita delle persone attraverso lo spettro delle sessualità. "

### "Jane Austen e la ragazza che si masturba"
Sedgwick è forse meglio conosciuta non tanto per i suoi libri, ma piuttosto per un articolo pubblicato nel 1991 intitolato "Jane Austen e la ragazza che si masturba" (Jane Austen and the Masturbating Girl). Il titolo stesso del suo articolo ha attirato molta attenzione da parte dei media, in gran parte in modo molto negativo. Il critico culturale conservatore americano Roger Kimball usò il titolo del suo articolo come prova della "corruzione" di sinistra nell'istruzione superiore nel suo libro Tenured Radicals del 1990, quando Sedgwick tenne un discorso sul suo articolo in una conferenza del Modern Language Association alla fine del 1989. Quando Tenured Radicals fu pubblicato nell'aprile 1990, il discorso poco conosciuto di Sedgwick alla Modern Language Association divenne improvvisamente famoso. Sedgwick ritiene che la critica di Kimball nei confronti di Tenured Radicals fosse molto ingiusta, dato che non aveva ancora effettivamente scritto l'articolo, che è stato pubblicato solo nell'estate del 1991, e quindi respingeva il suo articolo solo sulla base del titolo. Il critico britannico Robert Irvine scrisse gran parte della reazione negativa generata da "Jane Austen and the Masturbating Girl", che divenne oggetto di accesi dibattiti nella "guerra culturale" americana tra liberali e conservatori, dovuta al fatto che molte persone non potevano accettare la tesi secondo cui Jane Austen avesse a che fare con il sesso.
Nel suo articolo Sedgwick accostava tre trattamenti di sofferenza femminile, vale a dire la frenesia emotiva di Marianne Dashwood quando Willoughby la abbandona in Sense and Sensibility, un resoconto medico francese del XIX secolo della "cura" inflitta a una ragazza a cui piaceva masturbarsi, e il critico trattamento "vendicativo" di Tanner per Emma Woodhouse come una donna a cui doveva essere insegnato il suo posto. Sedgwick sosteneva che entro la metà del XVIII secolo l '"identità sessuale" dell'onanista era ben radicata nelle divulgazioni britanniche e che la scrittura della Austen all'inizio del XIX secolo avrebbe avuto familiarità con essa. Sedgwick usò la descrizione della Austen di Marianne Dashwood, i cui "occhi erano in costante ricerca", la cui "mente era ugualmente astratta da tutto ciò che realmente li precedeva" poiché era "irrequieta e insoddisfatta" e incapace di stare ferma. Quindi ha confrontato  Sense and Sensibility con il documento del 1881 "Onanismo e disturbi nervosi in due bambine" in cui la paziente X ha un "occhio errante", "non riesce a stare fermo" ed è "incapace di nulla". Dal punto di vista della Sedgwick, la descrizione della paziente X, che non riusciva a smettere di masturbarsi ed era in un costante stato di isteria mentre il dottore cercava di impedirle di masturbarsi con metodi come tenerle le mani unite, corrispondeva alla descrizione della Austen di Marianne Dashwood. Sedgwick sosteneva che sia la paziente X che la Dashwood erano visti come sofferenti di un eccesso di sessualità che doveva essere tenuto sotto controllo, sostenendo che sebbene Elinor Dashwood facesse le cose considerevolmente più delicatamente del dottore che aveva ripetutamente bruciato il clitoride della paziente X, entrambi erano agenti di disciplina e controllo.
Sedgwick sosteneva che il piacere che i lettori della Austen provano dalla sofferenza di Marianne è tipico dell'età scolare della Austen, che era incentrata su quello che Sedgwick chiamava il tema centrale di "Una ragazza a cui veniva insegnata una lezione". Come primo esempio di quella che ha definito la "pornografia sadomasochistica vittoriana" dell'istruzione della Austen, ha usato il trattamento di Tanner di Emma Woodhouse come una donna a cui deve essere insegnato il suo posto. Inoltre, Sedgwick ha accusato gli studiosi della Austen di presentare la stessa Austen come una "ragazza punibile" piena di una "sessualità piacevole" che era sempre pronta ad essere "violata". Sedgwick concluse il suo saggio scrivendo che la maggior parte degli studiosi della Austen volesse deeroticizzare i suoi libri, poiché sosteneva che vi fosse una tensione sessuale lesbica implicita tra le sorelle Dashwood, e gli studiosi dovevano smettere di reprimere il "desiderio omo-erotico" contenuto nei romanzi di Jane Austen.

### Tendencies(1993)
Nel 1993 la Duke University Press pubblicò una raccolta di saggi di Sedgwick degli anni '80 e dei primi anni '90. Il libro fu la prima voce nell'influente "Serie Q" della Duke, che inizialmente fu creata da Michele Aina Barale, Jonathan Goldberg, Michael Moon e da Sedgwick stessa. I saggi abbracciano una vasta gamma di generi, tra cui elegie per attivisti e studiosi che sono morti di AIDS, pezzi di performance e saggi accademici su argomenti come il sadomasochismo, la poetica e la masturbazione. In Tendencies Sedgwick inizialmente abbraccia pubblicamente la parola "queer" definendola come "la rete aperta di possibilità, lacune, sovrapposizioni, dissonanze e risonanze, cadute ed eccessi di significato quando gli elementi costitutivi del genere di qualcuno, della sessualità di qualcuno non sono fatti (o non possono essere fatti) per essere monolitici. "

Secondo il teorico trans Jay Prosser, anche Tendencies è rilevante, perché è qui che Sedgwick "ha rivelato il suo investimento personale transgender mentendo così come il grande cuore del suo progetto queer". Continua citando Sedgwick: 
 Nessuno sa più pienamente, più fatalisticamente di una donna grassa quanto sia incolmabile il divario tra il sé che vediamo e il sé di come siamo visti... e nessuno può apprezzare più fervidamente l'atto della fede magica con cui possa essere possibile, alla fine, affermare e credere, contro ogni possibilità sociale, che il sé che vediamo possa essere reso visibile come se fosse attraverso i nostri occhi alle persone che ci vedono... Oserei io, dopo questo mezzo decennio, chiamarlo con tutto la sfida di una donna grassa, la mia identità? - così per un uomo gay. 

### A Dialogue on Love(1999)
Nel 1991, dopo che le fu diagnosticato un cancro al seno, scrisse il libro A Dialogue on Love . Sedgwick racconta la terapia a cui è sottoposta, i suoi sentimenti verso la morte, la depressione e la sua incertezza di genere prima della mastectomia e durante la chemioterapia. Il libro comprende sia la poesia che la prosa, così come le parole di Sedgwick e le note del suo terapeuta. Sebbene il titolo connoti i dialoghi platonici, la forma del libro è stata ispirata dalla "Prose of Departure" di James Merrill che seguiva una forma giapponese di persiflage del diciassettesimo secolo nota come haibun . Sedgwick usa la forma di un haibun esteso a doppia voce per esplorare le possibilità all'interno dell'ambiente psicoanalitico, in particolare quelle che offrono alternative alla psicoanalisi infetta da Lacanian e nuovi modi di pensare alla sessualità, alle relazioni familiari, alla pedagogia e all'amore. Il libro rivela anche il crescente interesse di Sedgwick per il pensiero e i tessuti buddisti.

### Touching Feeling: Affect, Pedagogy, Performativity(2003)
Touching Feeling è scritto come un promemoria dei primi tempi della teoria queer, di cui Sedgwick discute brevemente nell'introduzione al fine di fare riferimento alle condizioni affettive - principalmente le emozioni provocate dall'epidemia dell'AIDS - che prevalsero all'epoca e di focalizzarsi sul suo tema principale: la relazione tra sentimento, apprendimento e azione. Touching Feeling esplora metodi critici che possono impegnarsi politicamente e aiutare a spostare le basi dell'esperienza individuale e collettiva. Nel paragrafo iniziale, Sedgwick descrive il suo progetto come l'esplorazione di "strumenti e tecniche promettenti per il pensiero e la pedagogia non individualistici".

## Pubblicazioni
Questo è un elenco parziale delle pubblicazioni di Eve Kosofsky Sedgwick:
- The Coherence of Gothic Conventions (ISBN 0-405-12650-6)
- Between Men: Literature English and Male Homosocial Desire (ISBN 0-231-08273-8), 1985
- Epistemology of the Closet (ISBN 0-520-07874-8), 1991; trad. it. di Federico Zappino, Stanze private. Epistemologia e politica della sessualità (ISBN 9788843059409) 2011
- Tendencies (ISBN 0-8223-1421-5), 1993
- Fat Art, Thin Art (ISBN 0-8223-1501-7), 1995
- Performativity and Performance (1995, in collaborazione con Andrew Parker) ISBN 978-0-415-91055-2
- Shame & Its Sisters: A Silvan Tomkins Reader (1995, in collaborazione con Adam Frank) ISBN 978-0-8223-1694-7
- Gary in Your Pocket: Stories and Notebooks of Gary Fisher (1996, in collaborazione con Gary Fisher) ISBN 978-0-8223-1799-9
- Novel Gazing: Queer Readings in Fiction (1997, in collaborazione con Jacob Press) ISBN 978-0-8223-2040-1
- A Dialogue on Love (ISBN 0-8070-2923-8), 2000
- Touching Feeling: Affect, Pedagogy, Performativity (ISBN 0-8223-3015-6), 2003
- The Weather in Proust (ISBN 0822351587), 2011
- [Censura e omofobia] ( Guillotine press. URL consultato il 24 luglio 2019 (archiviato dall'url originale il 30 gennaio 2015).), 2013
- Scrivere la storia dell'omofobia. Theory Aside, 2014.
- Bathroom songs: Eve Kosofsky Sedgwick as a Poet (ISBN 978-1-947447-30-1), (2017, a cura di Jason Edwards)